# Чан Сын Квон
Чан Сын Квон — южнокорейский легкоатлет, бегун на длинные дистанции. На Олимпийских играх 2012 года занял 73-е место в марафоне с результатом 2:28.20.

## Достижения
- 2007: Марафон Чонджу — 2:22.51 (8-е место)
- 2008: Сеульский международный марафон — 2:17.12 (14-е место)
- 2010: Сеульский международный марафон — 2:16.38 (13-е место)
- 2012: Сеульский международный марафон — 2:14.35 (20-е место)
- 2013: Сеульский международный марафон — 2:17.54 (22-е место)
- 2014: Кунсанский марафон — 2:24.43 (16-е место)